# Порчалма
Порчалма (мађ. Porcsalma) је град у жупанији Саболч-Сатмар-Берег, у региону Северне Велике равнице у источној Мађарској.

## Географија
Покрива површину од 3.110 km2 (1.201 sq mi) и има популацију од 2.743 становника (2015).
Име насеља се помиње у писму Ласла Валтера које је писао породици Карољи, и он је о настанку насеља написао: Шебешчен Чахољи је 1388. године основао ново село на граници локалитета Сош и назвао га Порчалма по бројним травама које су тамо пронађене.

## Историја
Име насеља се први пут у писаној форми помиње 1237. године у сведочанствима. Године 1388. Шебешчен Чахољи је овде основао ново село, али је клан Каплон протестовао против илегалног насељавања пред паладином, пошто је оно било на њиховој територији. Године 1397. већ су га поседовали војводе Драг и Балк, али је удела у њему имала и породица Чахољи, јер су 1399. године, када је заузет Еке Ћукођа, становници су били пресељени на ово место. Иштван Домахиди је овде поседовао имање у 15. веку. 

## Становништво
Године 2001. 90% становништва насеља се изјаснило као Мађари, а 10% Роми.
Током пописа из 2011. године, 91,3% становника се изјаснило као Мађари, 27,9% као Роми, а 0,8% као Румуни (8,6% се није изјаснило; због двојног идентитета, укупан број може бити већи од 100%). Верска дистрибуција је била следећа: римокатолици 6,1%, реформатори 62%, гркокатолици 14,4%, неденоминациони 5,5% (10,7% није одговорило).